# Hîjneakivka, Zinkiv
Hîjneakivka (în ucraineană Хижняківка) este un sat în comuna Mali Budîșcea din raionul Zinkiv, regiunea Poltava, Ucraina.

## Demografie
Componența lingvistică a localității Hîjneakivka
     Ucraineană (100%)
Conform recensământului din 2001, toată populația localității Hîjneakivka era vorbitoare de ucraineană (100%).